# Tepeojuma
Tepeojuma är en kommun i Mexiko.   Den ligger i delstaten Puebla, i den sydöstra delen av landet, 110 km sydost om huvudstaden Mexico City.
Följande samhällen finns i Tepeojuma:
- San Cristobal Tepeojuma
- San Pedro Teyuca
- Santa María Xoyatla
- La Magdalena
- San Agustín las Petacas
- El Rodeo
- San Francisco el Astillero
- Ignacio Zaragoza
- El Paraíso